# Ernesto Lazzatti
Ernesto Lazzatti, talvolta scritto Lazzati (Ingeniero White, 25 settembre 1915 – 30 dicembre 1988), è stato un calciatore, allenatore di calcio e giornalista argentino, di ruolo centrocampista.

## Biografia
Nato a Ingeniero White, nel Partido di Bahía Blanca, veniva da una famiglia di operai originaria di Bollate: il padre, ferroviere, morì giovane; così Lazzati, per aiutare i suoi quattro fratelli e sua madre, dovette lavorare fin da ragazzino. Ben presto si avvicinò al calcio, praticandolo dopo il turno di lavoro come fattorino. Non uscì dal Partido di Bahía Blanca fino ai 16 anni, allorché si recò a Pergamino per un incontro della selezione della Liga del Sur. Trasferitosi a Buenos Aires per giocare nel Boca Juniors, visse per un periodo in un albergo per poi stabilirsi a Temperley con la famiglia. Si sposò nel 1941 con una ragazza di Maipú; ebbe da lei due figli, una femmina (che in seguito divenne insegnante d'inglese) e un maschio (ingegnere). Dopo essersi ritirato dall'attività agonistica in Uruguay divenne giornalista sportivo, scrivendo per El Gráfico e collaborando con Dante Panzeri, e gestì un concessionario a Temperley. Morì per via della malattia di Alzheimer.

## Caratteristiche tecniche
Giocava come centromediano. Agli inizi della sua carriera, nella Quinta División del Puerto Comercial, giocava come interno destro; fu Santos Ursino, centromediano della prima squadra, a consigliargli di mutare posizione, assumendo compiti maggiormente difensivi. Lazzatti s'ispirò a Luis Monti e Adolfo Zumelzú, giocatori che ammirava per le loro caratteristiche, molto diverse tra loro; un altro dei suoi modelli fu lo stesso Santos Ursino. Dotato di una chiara visione di gioco e di senso del tempismo nei passaggi, fin da giovane dimostrò le sue abilità, tanto da venire soprannominato El Pibe de Oro (il ragazzo d'oro). Alle sue qualità tecniche s'aggiungevano quelle tecniche, che lo rendevano abile nell'effettuare passaggi, sia corti che lunghi, e nel gioco aereo; un suo punto debole era la precisione nel tiro, di cui difettava. Fu anche un giocatore corretto: durante la sua carriera non fu mai espulso. Osvaldo Soriano lo ha definito «il miglior centromediano che il Boca Juniors abbia mai avuto».

## Carriera

### Giocatore

#### Club

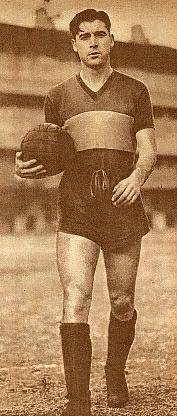
Lazzatti con gli Xeneizes fra gli anni trenta a quaranta

Lazzatti fu l'unico della sua famiglia a interessarsi al calcio: a 11 anni giocava nelle giovanili del Puerto Comercial, nella categoria Quinta División. Il Puerto Comercial era una società piuttosto piccola a livello nazionale, ma in àmbito regionale era una delle migliori; prendeva parte alla Liga del Sur, il torneo di Bahía Blanca. A 16 anni Lazzatti entrò nella prima squadra, con cui già aveva avuto modo d'allenarsi quando era ancora nelle giovanili. Una volta che Santos Ursino, centromediano titolare, ebbe lasciato il suo posto, questo fu preso da Lazzatti, che giocò sia nel Puerto Comercial che nella selezione della Liga del Sur. Negli anni al club di Ingeniero White giocò 26 incontri; agli inizi dell'anno 1933 Lazzatti fece un provino per il Gimnasia La Plata, club della Primera División, massima serie nazionale: tuttavia, l'emissario del Gimnasia non riuscì a trovare l'accordo con il Puerto Comercial e il trasferimento saltò.
Lo zio di Lazzatti decise quindi di spedire una lettera al Boca Juniors, per proporre il nipote per un provino: la società gialloblù accettò e Ernesto Lazzatti partì per Buenos Aires. Giunto alla sede del club, giocò un'amichevole contro il Barracas, sotto la supervisione di Mario Fortunato; la dirigenza decise di includere il centrocampista nella rosa. La regola del pase libre (trasferimento libero) era da poco stata introdotta, e fu utilizzata dal Boca Juniors per prendere Lazzatti, che firmò un contratto da 300 pesos al mese. Entrato in squadra, disputò alcune amichevoli e due incontri nella squadra riserve prima di debuttare ufficialmente in massima serie contro il Chacarita Juniors il 18 aprile 1934, alla terza giornata del campionato 1934. In seguito a quell'incontro, durante il quale Lazzatti fornì una buona prestazione, divenne centromediano titolare, affiancando Martínez e Suárez nella linea mediana del club. Il 26 agosto 1934, contro il Platense, segnò la sua prima rete con il Boca Juniors.
Nel 1935 fece parte della formazione del Boca Juniors, che in quell'anno esibì una delle migliori squadre della sua storia: insieme a Lazzatti, a comporre il centrocampo gialloblù vi erano Vernieres e Suárez. Vinto anche quel campionato, Lazzatti proseguì a giocare per il Boca anche nelle annate seguenti: fino al 1940 era considerato un giovane promettente, ma di secondaria importanza rispetto ai già affermati ed esperti compagni di squadra; da quell'anno in poi, Lazzatti acquisì sempre maggiore peso nella formazione, fino a diventarne uno dei principali elementi. Nel 1940 nel ruolo di mediano destro vi era Carlos Sosa: il suo apporto fu decisivo per rinforzare il centrocampo del Boca, che fu quindi composto da Sosa, Lazzatti e Suárez. Nel 1940 e nel 1943 i campionati furono appannaggio del Boca, mentre nel 1941 e nel 1942 fu il River Plate della cosiddetta Máquina a ottenere il titolo. Nel 1943 Lazzatti giocò, contro il Gimnasia, quella che lui stesso definisce una delle sue migliori partite con il Boca. Nel 1944 prese parte alla doppia vittoria in campionato e in Copa Ibarguren. Il 24 agosto 1947 giocò il suo ultimo incontro con il Boca Juniors, contro il River Plate:  all'inizio della gara si ruppe il menisco, ma rimase ugualmente in campo fino al termine: dopo il fischio finale si rese necessario un intervento chirurgico, eseguito dal dottor Covaro.
Nonostante si fosse ripreso dall'infortunio, Lazzatti non fu reintegrato nella rosa del Boca, né in prima squadra, né in squadra riserve; la dirigenza gli offrì, in cambio, il posto di allenatore, che Lazzatti rifiutò. A quel punto, il Boca Juniors lo lasciò svincolato, ponendo però la condizione che andasse a giocare in una squadra straniera. La dirigenza del Danubio, club uruguaiano, lo contattò con un telegramma, recante la firma dell'ex compagno di squadra Severino Varela. Desideroso di giocare all'estero, anche per evitare di giocare contro il Boca, cui era rimasto legato, Lazzatti accettò l'offerta; rimase alla società di Montevideo fino al 1949, assommando 50 presenze nel campionato uruguaiano. Nel 1949 si ritirò.

#### Nazionale
Lazzatti esordì in Nazionale il 9 agosto 1936, in occasione dell'incontro di Copa Juan Mignaburu con l'Uruguay. Nel 1937 fu convocato al Campionato Sudamericano de Selecciones; durante la competizione il centromediano titolare fu José Minella, e Lazzatti esordì il 23 gennaio, alla penultima giornata del torneo, contro l'Uruguay; dopo 59 minuti lasciò il posto a Minella. Nell'ultimo incontro della fase a gironi rilevò lo stesso Minella all'inizio del secondo tempo. Giocò quindi la sua ultima gara in assoluto con la maglia della Nazionale il 1º febbraio 1937, nello spareggio per il titolo continentale contro il Brasile.

### Allenatore
Nel 1950 a Lazzatti fu proposto il posto di allenatore del Boca Juniors: l'ex centromediano accettò, rifiutando però d'identificarsi come "allenatore", ma cercando di interpretare il suo ruolo come se fosse quello di collaboratore, o organizzatore della squadra. La sua prima cura fu quella di portare ordine nella rosa, che era reduce da un campionato negativo. La stabilità creata da Lazzatti aiutò la squadra, tanto che giunse al secondo posto in Primera División. Lasciò l'incarico allorché un dirigente sostituì, in occasione dell'incontro decisivo, un giocatore voluto da Lazzatti con uno deciso dalla dirigenza. Giacché l'allenatore aveva posto, quale condizione irrinunciabile, la gestione completa della squadra senza intromissione dei dirigenti, decise di lasciare la panchina del Boca Juniors.
Nel 1954 fu richiamato alla guida tecnica della squadra; a richiederglielo fu il presidente Alberto Armando. Lazzatti decise d'affidare parte della responsabilità a Eliseo Mouriño, uno dei principali elementi della rosa, e di accettare di collaborare da esterno: non un director técnico (allenatore in spagnolo), bensì un administrador de fútbol, un "amministratore" che gestisse la formazione senza esserne direttamente coinvolto presenziando in campo. La sua esperienza in questo ruolo fu proficua, poiché il Boca ottenne un altro titolo nazionale. Quando si presentarono i medesimi problemi già verificatisi nel suo primo periodo alla guida del Boca, nel 1950, Lazzatti decise di lasciare il posto e di non dedicarsi più all'allenamento, concentrandosi sul giornalismo sportivo.

## Statistiche

### Cronologia presenze e reti in Nazionale
| Cronologia completa delle presenze e delle reti in nazionale ― Argentina | Cronologia completa delle presenze e delle reti in nazionale ― Argentina | Cronologia completa delle presenze e delle reti in nazionale ― Argentina | Cronologia completa delle presenze e delle reti in nazionale ― Argentina | Cronologia completa delle presenze e delle reti in nazionale ― Argentina | Cronologia completa delle presenze e delle reti in nazionale ― Argentina | Cronologia completa delle presenze e delle reti in nazionale ― Argentina | Cronologia completa delle presenze e delle reti in nazionale ― Argentina |
| Data                                                                     | Città                                                                    | In casa                                                                  | Risultato                                                                | Ospiti                                                                   | Competizione                                                             | Reti                                                                     | Note                                                                     |
| ------------------------------------------------------------------------ | ------------------------------------------------------------------------ | ------------------------------------------------------------------------ | ------------------------------------------------------------------------ | ------------------------------------------------------------------------ | ------------------------------------------------------------------------ | ------------------------------------------------------------------------ | ------------------------------------------------------------------------ |
| 09/08/1936                                                               | Buenos Aires                                                             | Argentina                                                                | 1 – 0                                                                    | Uruguay                                                                  | Copa Juan Mignaburu                                                      | 0                                                                        |                                                                          |
| 23/01/1937                                                               | Buenos Aires                                                             | Argentina                                                                | 2 – 3                                                                    | Uruguay                                                                  | Campeonato Sudamericano de Football                                      | 0                                                                        |                                                                          |
| 30/01/1937                                                               | Buenos Aires                                                             | Argentina                                                                | 1 – 0                                                                    | Brasile                                                                  | Campeonato Sudamericano de Football                                      | 0                                                                        |                                                                          |
| 01/02/1937                                                               | Buenos Aires                                                             | Argentina                                                                | 2 – 0                                                                    | Brasile                                                                  | Campeonato Sudamericano de Football                                      | 0                                                                        |                                                                          |
| Totale                                                                   |                                                                          | Presenze                                                                 | 4                                                                        |                                                                          | Reti                                                                     | 0                                                                        |                                                                          |

## Palmarès

### Giocatore

#### Club

##### Competizioni nazionali
- Campionato argentino: 5

Boca Juniors: 1934, 1935, 1940, 1943, 1944
- Copa Ibarguren: 2

Boca Juniors: 1940, 1944
- Copa de Competencia Británica George VI: 1

Boca Juniors: 1946

##### Competizioni internazionali
- Copa de Confraternidad Escobar-Gerona: 1

Boca Juniors: 1946

#### Nazionale
- Campeonato Sudamericano de Football: 1

Argentina 1937

### Allenatore

#### Club

##### Competizioni nazionali
- Campionato argentino: 1

Boca Juniors: 1954